# Paris au XXe siècle
Paris no século XX (no original, Paris au XXe siècle) é um livro de autoria do escritor francês Júlio Verne. Embora tenha sido escrito em 1860, foi o último livro de Júlio Verne a ser publicado, em 1989, quando o manuscrito foi encontrado por um bisneto de Verne.
O livro tem um conteúdo depressivo, e Hetzel aconselhou o escritor a não publicá-lo na época, pois fugia à fórmula de sucesso dos livros já escritos, que falavam de aventuras extraordinárias. Verne seguiu seu conselho e guardou o manuscrito num cofre, só sendo encontrado mais de um século depois.
É precisamente neste livro escrito em 1863, e cuja acção se situa em Paris no ano de 1960, que Júlio Verne se afirma como um romancista de antecipação. A visão contrastada de uma civilização urbana, ao mesmo tempo admirável pela sua tecnologia, e totalmente "desculturizada", é a chave deste romance negro que dá a exacta medida do fabuloso talento de um dos maiores romancistas de todos os tempos.